# Carve Deportiva
Carve Deportiva (anteriormente 1010 AM) es una emisora de radio de Montevideo (Uruguay), actualmente con programación toralmente dedicda al deporte. Forma parte de la Sociedad Anónima de Radio Emisoras del Plata, junto con Radio Carve.

## Historia
El 19 de abril de 1935, Juan Enrique de Feo junto con los hermanos Raúl Fontaina y Roberto Fontaina, ambos integrantes del grupo Fontaina - De Feo fundan CX 24 La Voz del Aire, quien sería la hermana menor de Radio Carve. Esta radioemisora fue creada especialmente para transmitir, relatar y comentar los eventos deportivos de Uruguay, eventos que para esa época ya se estaban haciendo parte de la cotidianidad de los uruguayos.
En 1973 pasa a llamarse Radio el Tiempo, enfocándose en la programación musical, cuando todavía existían solamente 4 emisoras en FM (Del Plata, Del Palacio, Sodre y Azul).
En 1993, esta emisora cambia su denominación a Nuevo Tiempo AM 1010, bajo el impulso e idea de los periodistas Néber Araújo y Jorge Traverso, luego de dejar su programa matinal en Radio Sarandí. En 2003 este proyecto culminó y pasó a denominarse como 1010 AM.

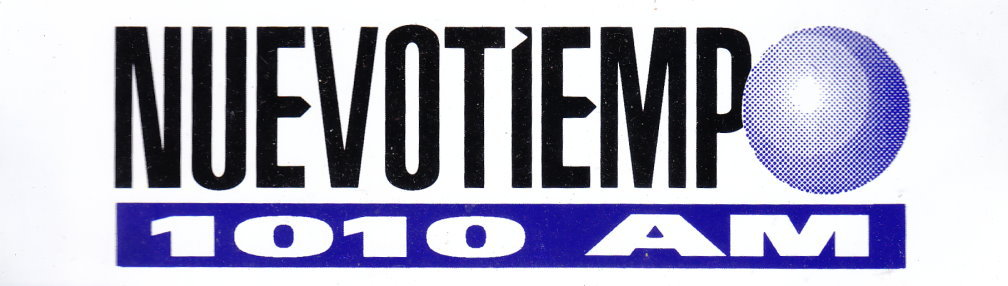

En 2013, dejó de pertenecer a su grupo fundador, el grupo Fontaina-De Feo, cuando fue adquirida por Martín Olaverry y Milton Duhalde.
La radio pasó a centrarse en el fútbol, destacándose el programa diario A fondo conducido por Jorge da Silveira. Entre 2015 y 2020 emitió también el programa diario Las voces del fútbol de Julio Ríos. También se caracterizaba por las transmisiones partidarias de los partidos de fútbol de Nacional (Pasión tricolor) y Peñarol (Fútbol a lo Peñarol). Por otra parte, en 2008 la radio también incluyó un programa de automovilismo conducido por Flavio Bonavena.
En febrero de 2023, su programación y su nombre fueron modificados, pasando a llamarse Carve Deportiva, en referencia a la emisora principal de la Sociedad de Radioemisoras del Plata, Radio Carve. La radio incorporó la programación deportiva que antes se emitía en Carve, incluyendo las transmisiones de fútbol uruguayo con los relatos de Gabriel Regueira, mientras que se mantuvieron varios programas diarios tales como A fondo, Pasión tricolor y Automovilismo 1010. En julio de ese año se incorporó Martín Charquero como conductor del programa matutino Minuto 1.